# Walka: życie i zaginiona twórczość Stanisława Szukalskiego
Walka: życie i zaginiona twórczość Stanisława Szukalskiego (ang. Struggle: The Life and Lost Art of Szukalski) – polsko-amerykański film dokumentalny z 2018 roku w reżyserii Ireneusza Dobrowolskiego, wyprodukowany przez Annę Dobrowolską i Leonarda DiCaprio, poświęcony życiu i twórczości polskiego rzeźbiarza Stanisława Szukalskiego. Film premierowo ukazał się na platformie dystrybucji cyfrowej Netflix, zbierając pozytywne recenzje i znajdując się przez kilka miesięcy w czołówce najchętniej oglądanych dokumentów na tejże platformie. 

## Treść filmu

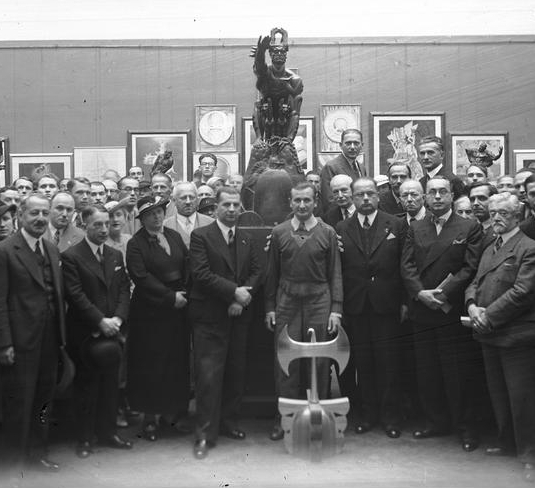
Stanisław Szukalski (w środku), bohater filmu (1936)

Film jest dokumentalną biografią Stanisława Szukalskiego, który jeszcze w 1907 roku jako nieletni wyemigrował do Stanów Zjednoczonych, lecz kilkakrotnie wracał do Polski, stosując niekonwencjonalne metody uczenia się rzeźbiarstwa. Film ukazuje mroczniejszą stronę biografii Szukalskiego, między innymi jego udział w tworzeniu sztuki narodowej podczas dwudziestolecia międzywojennego w Polsce, wydawanie nacjonalistycznego czasopisma „Krak” oraz nieskrywany antysemityzm. Po II wojnie światowej mieszkał w Stanach Zjednoczonych, zmieniając szczegóły swojej biografii i – z powodu bezpowrotnego zniszczenia większości jego zbiorów – długo pozostawał w Polsce artystą zapomnianym; w Stanach był natomiast cenionym kosmopolitą.
W filmie wypowiadają się m.in. George DiCaprio (ojciec Leonarda), Glenn Bray, Charles Schneider, Piotr Rypson i Lechosław Lameński. Oprócz samej biografii Szukalskiego twórcy próbowali ukazać, jak postać rzeźbiarza została wykorzystana jako źródło inspiracji przez międzywojenne ruchy ultranacjonalistyczne i faszystowskie. Część rozmówców przyznawała, że rozczarowała się cenionym w Stanach rzeźbiarzem po ujawnieniu jego międzywojennej części biografii.

## Produkcja

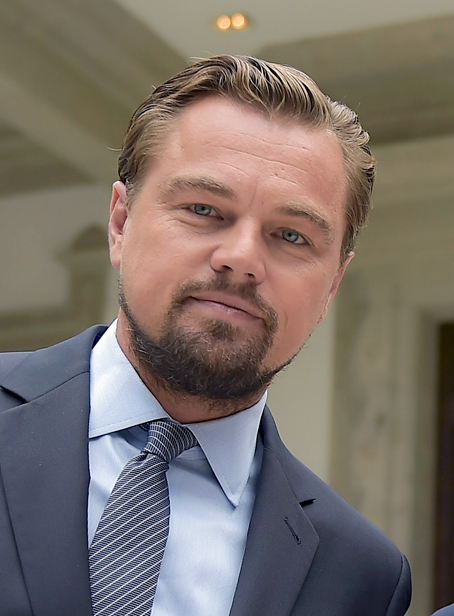
Leonardo DiCaprio (2017), jeden z producentów filmu

Za reżyserię Walki odpowiadał Ireneusz Dobrowolski. Jego żona, Anna Dobrowolska, zdołała zaprosić do współpracy nad filmem Leonarda DiCaprio oraz jego ojca George’a, którzy obaj byli zafascynowani twórczością Szukalskiego; Leonardo DiCaprio traktował artystę niemal jak przyszywanego dziadka. Film powstał na bazie materiałów archiwalnych Glenna Braya, któremu udało się spotkać z artystą przed śmiercią tegoż. Premiera filmu odbyła się 21 grudnia 2018 roku za pośrednictwem platformy Netflix, gdzie przez kilka miesięcy Walka znajdowała się w czołówce najchętniej oglądanych dokumentów.

## Odbiór
Walka została pozytywnie przyjęta w polskich mediach. Bartosz Staszczyszyn z portalu Culture.pl przekonywał, że reżyser „nie próbuje za wszelką cenę demitologizować postaci Szukalskiego”, lecz próbuje zrozumieć jego motywacje i dramatyczną biografię. Zdaniem Staszczyszyna Walka jest uniwersalną „opowieścią o ludzkiej potrzebie autokreacji, o oszukiwaniu siebie i świata”. Przemysław Dobrzyński z portalu Spider's Web również upatrywał w filmowej biografii rzeźbiarza „przejmującej tragedii z wyrazistym morałem. Oto bowiem w Polskę uderzyła niszczycielska siła, wyznająca podobne wartości i filozofię do tej, którą wyznawał Szukalski”, co mogło mieć przełożenie na jego zmianę poglądów. Maja Budka z portalu Film.org.pl także chwaliła zniuansowaną narrację filmu, w której „zamiast na ocenie postaci Szukalskiego Dobrowolski skupia się na jego życiowym dążeniu do indywidualności, na ogromnej potrzebie samorealizacji i spełnienia”. Jakub Popielecki z „Przekroju” doceniał natomiast wartką akcję oraz umiejętną narrację filmu: „Film sprytnie «zaprzyjaźnia nas» z sympatycznie ekscentrycznym Szukalskim, zanim ujawni wszystkie fakty. Dopiero wówczas może wybrzmieć centralny dylemat tej historii”. 
Film ceniono także poza Polską. Karen Han w recenzji dla „The New York Timesa” pisała, że „film nie tylko przedstawia wszechstronny (i zaskakująco intymny) portret zmarłego w 1987 roku polskiego artysty Stanisława Szukalskiego, ale także zmaga się z pytaniami o to, czy i jak można oddzielić sztukę od artysty”. Troy Lennon z „The Daily Telegraph” opisywał dokument Dobrowolskiego jako „fascynujący” w swej dwuznaczności portret Szukalskiego.